# Saint-Pierre-de-Semilly
Saint-Pierre-de-Semilly is een gemeente in het Franse departement Manche (regio Normandië) en telt 378 inwoners (1999). De plaats maakt deel uit van het arrondissement Saint-Lô.

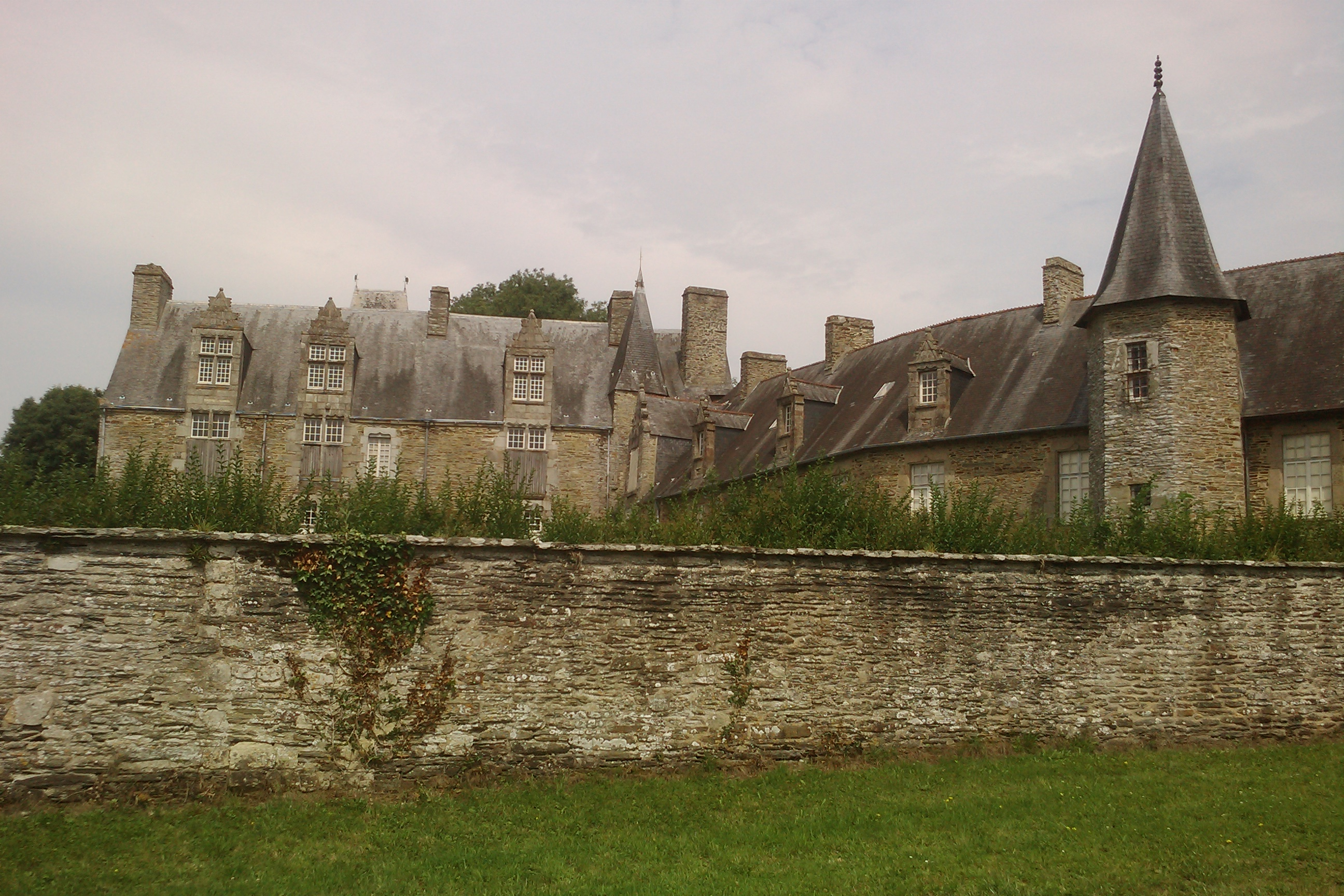
Kasteel van Saint-Pierre-de-Semilly
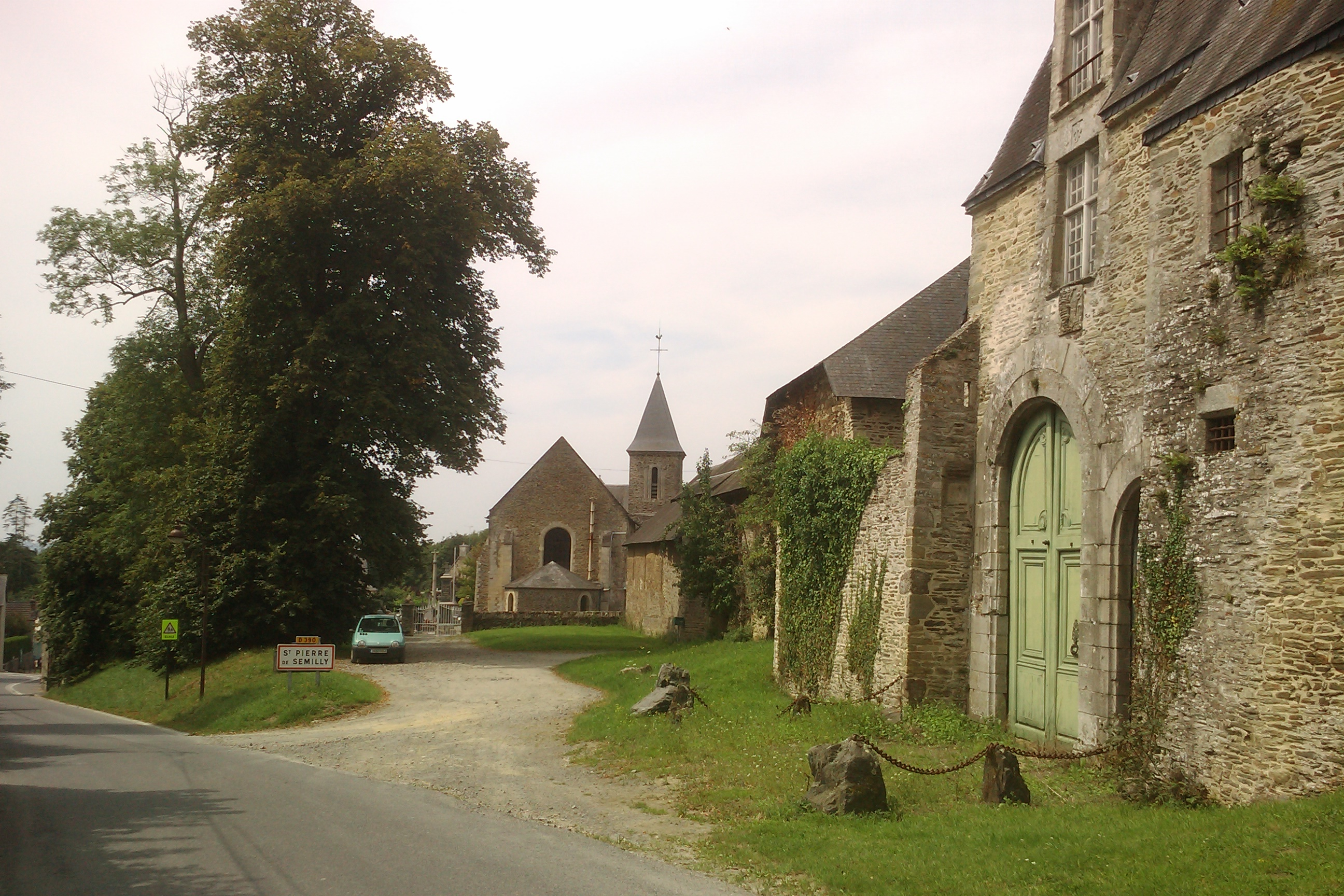
Saint-Pierre-de-Semilly

## Geografie
De oppervlakte van Saint-Pierre-de-Semilly bedraagt 4,6 km², de bevolkingsdichtheid is 82,2 inwoners per km².
De onderstaande kaart toont de ligging van Saint-Pierre-de-Semilly met de belangrijkste infrastructuur en aangrenzende gemeenten.

## Demografie
Onderstaande figuur toont het verloop van het inwonertal (bron: INSEE-tellingen).

1. ↑  Populations de référence 2022.